# Luxor Las Vegas
 (décembre 2016).
Si vous disposez d'ouvrages ou d'articles de référence ou si vous connaissez des sites web de qualité traitant du thème abordé ici, merci de compléter l'article en donnant les références utiles à sa vérifiabilité et en les liant à la section « Notes et références ».
Pour les articles homonymes, voir Luxor.
Le Luxor est un hôtel-casino 5 étoiles de Las Vegas. Il a ouvert ses portes le 15 octobre 1993. Il est situé entre l'Excalibur (casino) et le Mandalay Bay, dans la partie sud du Strip. 

## Présentation

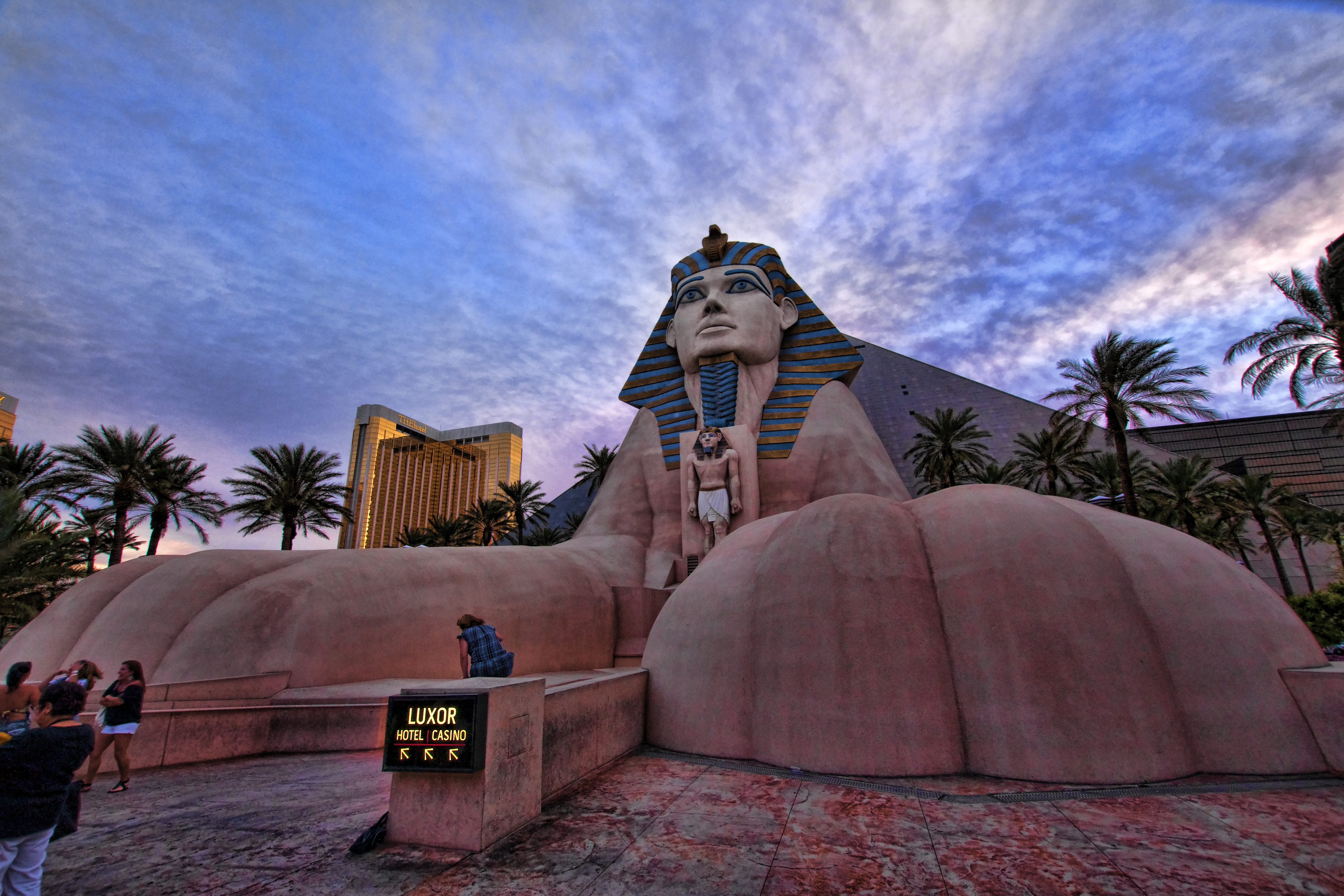
Le sphinx et la pyramide

Construit sur le thème de l'Égypte antique, l'hôtel doit son nom à la ville de Louxor (anciennement Thèbes). La partie principale est une pyramide de 106 mètres de haut (en comparaison, la Pyramide de Khéops mesure 137 m) et l'entrée se fait à travers une immense reproduction du Sphinx de Gizeh.  Le décor comporte d'autres éléments rappelant l'Égypte, notamment des obélisques et des statues de dieux.
L'hôtel Luxor compte 4 407 chambres réparties sur 30 étages dans la pyramide et sur 22 étages dans les deux tours extérieures qui ont été rajoutées en 2001. Il occupe ainsi la 4e place au classement des hôtels les plus grands du monde. Il est relié au Mandalay Bay et à l'Excalibur par un métro aérien.
On trouve au Luxor des restaurants : l'Isis, le Fusia, le Luxor steakhouse, le Pyramid cafe, Quiznos, MacDonald, Little Caesar, etc. On trouve aussi une boite de nuit, le LAX nightclub ; une chapelle de mariage. La pyramide possède à son sommet un très gros projecteur qui, la nuit, illumine le ciel et qui est visible partout sur le Strip (le Las Vegas boulevard).
Le cinéma IMAX a été remplacé par une exposition d'objets ayant séjourné sur le Titanic. Le casino propose aussi aux couples de se marier sur une reproduction du grand escalier du Titanic pour 3 300€. La rivière interne n'existe plus. Des tables de Blackjack ceinturent deux belles danseuses certains soirs dans la section Cathouse. Un salon de Poker Texas Hold'hem offre plusieurs tournois journaliers ainsi que des cash game Le Luxor offre également un très bon point de vue sur le terminal d'EG&G qui relie Las Vegas à la Zone 51.
Cet hôtel a comme particularité d'avoir des ascenseurs qui montent à l'oblique le long des arêtes de la pyramide, au lieu des ascenseurs verticaux traditionnels.
Il apparaît dans le jeu vidéo GTA San Andreas sous le nom de The Camel's Toe. Le personnage principal peut acheter une suite dans cet hôtel casino.
Le rappeur Tupac Shakur y a également séjourné jusqu'à sa grave blessure lors d'une fusillade, le 7 septembre 1996,,.

## Les services de l'hôtel

### Les chambres du Luxor
| - Pyramid Deluxe Room - Tower Deluxe Room - Pyramid Suite |  | - Player Deluxe Room - Tower Luxury - Tower Premier Suite |

### Les restaurants
- Tender steack & seafood
- Rice & company
- Public house
- T&T(Tacos & Tequila)
- More the buffet at luxor
- Pyramid cafe
- Backstage deli
- Food court
- Blizz

4 restaurants se situe dans la galerie commerçante entre le Luxor et le Mandalay Bay (Mandalay Place) :
- Burger Bar
- Ri Ra
- Slice of vegas
- Hussong's cantina

### Les activités possibles
- Les boites de nuit
  - Lax nighclub at luxor
  - Canvas
  - Savile row
  - Centra
  - Aurora
  - Flight
  - High bar
  - Playbar

- Mariage
  - The chapel at luxor